# Dangerous (singel Matta Pokory)
Dangerous – pierwszy singiel Matta Pokory z jego trzeciego studyjnego albumu MP3 (z 2008 roku). Twórcami piosenki są Matt Pokora, Timbaland, Jim Beanz i Garland Mosley a producentami Timbaland i Hannon Lane.

## Lista utworów
CD single
1. „Dangerous” (featuring Timbaland & Sebastian) – 4:44
2. „Don’t Give My Love Away” (featuring Ryan Leslie) – 3:36

Digital download
1. „Dangerous” (gościnnie Timbaland & Sebastian) – 4:44

## Listy przebojów
| Listy (2008 r.)                  | Pozycja |
| -------------------------------- | ------- |
| Australia ARIA Singles Chart     | 55      |
| Belgian (Wallonia) Singles Chart | 2       |
| Bulgarian National Top 40        | 5       |
| Chilean Singles Chart            | 90      |
| Czech Republic IFPI Top 100      | 19      |
| Deutsche Black Charts            | 11      |
| Finnish Singles Chart            | 16      |
| French Digital Chart             | 19      |

| Listy (2008 r.)                          | Pozycja |
| ---------------------------------------- | ------- |
| French Singles Chart                     | 1       |
| German Top 100                           | 32      |
| Malta Singles Chart                      | 10      |
| Mexico Top 100                           | 59      |
| Swedish Singles Chart                    | 15      |
| Swiss Singles Chart                      | 28      |
| Japan Hot 100                            | 84      |
| U.S. Billboard Eurochart Hot 100 Singles | 7       |